# Pfleiderer (entreprise)
Pour les articles homonymes, voir Pfleiderer.
Pfleiderer est une société cotée dont le siège est situé à Neumarkt in der Oberpfalz. L'entreprise se spécialise dans la production de matériaux à base de bois, en particulier de panneaux de fibres à densité moyenne et de panneaux de particules. À Pfleiderer emploie environ 3 600 personnes dans dix usines différentes situées en Allemagne et en Pologne. La société est leader en Allemagne dans le marché des panneaux de particules, des stratifiés, des produits replaqués et compacts.
La société a été fondée en 1894 dans la ville de Heilbronn et est devenue l'un des plus grands producteurs de matériaux à base de bois d'Europe. Lorsque la direction a été reprise par Hans Overdiek en 2003, une politique d'expansion rapide a commencé.